# قائمة سيدات مصر الأول
سيدة مصر الأولى، هو لقب يُطلق على زوجة رئيس مصر.

## تاريخ
رفضت نجلاء محمود، زوجة الرئيس الأسبق محمد مرسي (2012-2013) لقب السيدة الأولى، مفضلة أن يطلق عليها «الخادمة الأولى»، أو «زوجة الرئيس»، أو «أم أحمد»، وهو الاسم التقليدي الذي يعني والدة الطفل. احمد ابنها البكر.

## القائمة
| الرقم | الاسم         | الفترة                          | رئيس مصر "الزوج"  | الأبناء                                           | ملاحظات |
| ----- | ------------- | ------------------------------- | ----------------- | ------------------------------------------------- | --- |
| 1     | عائشة لبيب    | 18 يونيو 1953 - 14 نوفمبر 1954  | محمد نجيب         | ذكور: فاروق، علي، يوسف                            | |
| 2     | تحية كاظم     | 25 يونيو 1956 - 28 سبتمبر 1970  | جمال عبد الناصر   | ذكور: خالد، عبد الحميد، عبد الحكيم إناث: هدى، منى | |
| 3     | جيهان السادات | 17 أكتوبر 1970 - 6 أكتوبر 1981  | أنور السادات      | ذكور: جمال إناث: لبنى، نهى، جيهان                 | - في 28 سبتمبر 1970 تولى السادات الحكم "كرئيس مؤقت" بصفته نائباً لرئيس الجمهورية طبقاً للمادة 110 من دستور 1964 المؤقت لحين عقد الاستفتاء على الرئيس الجديد. - في 17 أكتوبر 1970 أدى السادات اليمين الدستورية رئيساً للجمهورية للمرة الأولى. |
| 4     | سوزان مبارك   | 14 أكتوبر 1981 - 11 فبراير 2011 | حسني مبارك        | ذكور: علاء، جمال                                  | |
| 5     | نجلاء محمود   | 24 يونيو 2012 - 3 يوليو 2013    | محمد مرسي         | ذكور: أحمد، أسامة، عمر، عبد الله إناث: شيماء      | |
| 6     | انتصار عامر   | 3 يونيو 2014 - حتى الآن         | عبد الفتاح السيسي | ذكور: محمود، مصطفى، حسن إناث: آية                 | |

## تعليقات
- نجلاء محمود، رفضت لقب السيدة الأولى.